# DC超级英雄女孩：年度英雄
《DC超級英雄女孩：年度英雄》（英語：DC Super Hero Girls: Hero of the Year）是根據華納兄弟動畫公司製作的超級英雄動畫電影。該電影於2016年7月24日在聖地亞哥國際動漫展上首映，於2016年8月9日在Digital HD上發行，並於2016年8月23日在DVD上發行。這是DC超級英雄女孩系列的第一部電影。